# Kalāteh-ye Marvī
Kalāteh-ye Marvī (persiska: کلاته مروی, Mowrī) är en ort i Iran.   Den ligger i provinsen Khorasan, i den nordöstra delen av landet, 800 km öster om huvudstaden Teheran. Kalāteh-ye Marvī ligger 1 029 meter över havet och antalet invånare är 967.
Terrängen runt Kalāteh-ye Marvī är huvudsakligen platt, men norrut är den kuperad.Runt Kalāteh-ye Marvī är det ganska glesbefolkat, med 35 invånare per kvadratkilometer. Kalāteh-ye Marvī är det största samhället i trakten. Omgivningarna runt Kalāteh-ye Marvī är i huvudsak ett öppet busklandskap.